# Abbeville (Carolina del Sur)
Abbeville es una ciudad ubicada en el condado de Abbeville en el estado estadounidense de Carolina del Sur. Es sede del condado homónimo. La ciudad en el año 2010 tiene una población de 5.237 habitantes en una superficie de 15,2 km², con una densidad poblacional de 384.3 personas por km². 

## Geografía
Abbeville se encuentra ubicada en las coordenadas 34°10′43″N 82°22′45″O / 34.17861, -82.37917. Según la Oficina del Censo, la ciudad tiene un área total de 15,2 km² (5,9 mi²), de la cual 15,2 km² (5,9 mi²) es tierra y 0 km² (0 mi²) (0.0%) es agua.

## Demografía
En el 2000 la renta per cápita promedia del hogar era de $25.756, y el ingreso promedio para una familia era de $30.040. El ingreso per cápita para la localidad era de $13.274. En 2000 los hombres tenían un ingreso per cápita de $28.339 contra $21.824 para las mujeres. Alrededor del 19.80% de la población estaba bajo el umbral de pobreza nacional. 